# 수원중촌초등학교
수원중촌초등학교는 대한민국 경기도 수원시 권선구에 있는 공립 초등학교이다.

## 학교 연혁
- 2011.02.22 수원중촌초등학교 설립 인가
- 2012.03.01 수원중촌초등학교 개교
- 2012.03.01 2012학년도 12학급 편성(특수 1학급, 유치원 1학급 별도)
- 2013.03.01 2013학년도 14학급 편성(특수 1학급, 유치원 1학급 별도)
- 2014.03.01 2014학년도 16학급 편성(특수 1학급, 유치원 1학급 별도)
- 2015.03.01 제2대 강선희 교장선생님 부임
- 2015.03.01 2015학년도 20학급 편성(특수 1학급, 유치원 1학급 별도)